# 雪竇重顕
雪竇重顕（せっちょう じゅうけん）は、中国の北宋の禅僧。諡は明覚大師。俗姓は李。字は隠之。遂州遂寧県の出身。

## 生涯
太平興国5年（980年）、儒門を業とする家に生まれる。幼くより家学の薫陶を受けたが、経世儒学に感じ入らず、出家の道を内心望んでいた。
24歳の時に父母が相次いで世を去り、人生の無常を感じて出家する。普安院仁銑によって受具の後、大慈寺の元瑩、石門の蘊聡について教相を究め、南遊して雲門宗の智門光祚に謁し、開悟して、その法を嗣いだ。5年間、雲門宗の祖の文偃に学んで、宗旨の蘊奧を究めた。
詩歌文章にも優れて、翰林の才ありと称された。雪竇山に入り、資聖寺に住して門風大いに振るい、雲門宗の隆盛の基礎を築き、中興の祖といわれた。住山30余年、70余人の門弟を養成した。
皇祐4年6月10日（1052年7月8日）示寂。世寿73。法臘50。
雪竇の語録に『雪竇明覚禅師語録』がある。その中の『景徳伝灯録』『趙州録』『雲門広録』等に収録された過去の禅僧が残した百個の公案について自ら偈頌（漢詩）を付した『雪竇頌古』（『雪竇百則頌古』ともいう。）は、後に臨済宗の圜悟克勤によって垂示・評唱・著語を付されて公案集で名高い『碧巌録』となり、その思想は現在に伝わる。

## 著作
- 『明覚禅師語録』六巻
- 『瀑泉集』一巻
- 『祖英集』一巻
- 『洞庭語録』一巻
- 『雪竇開堂録』一巻
- 『雪竇拈古集』一巻
- 『雪竇後録』一巻
- 『雪竇拾遺』一巻

### 日本語訳注
- 『雪竇頌古 禅の語録 15』入矢義高・梶谷宗忍・柳田聖山訳著、筑摩書房、1981年、新版2016年

## 伝記
- 大川普済撰『五灯会元』巻十五
- 円極居頂撰『続伝灯録』巻二
- 覚範慧洪撰『禅林僧宝伝』巻十一